# Obi (personaje de Saw)
Obi es un misterioso personaje de la saga de películas Saw. Poco se sabe de él.

## Perfil
Saw II
Obi apareció por primera vez en Saw II cómo un prisionero en la trampa de la casa junto a otras siete personas. El casete de su propia trampa dice que fue él quien secuestró a los otros, y según los comentarios del director de la película, era un pirómano.
Él debía entrar a una caldera y recoger dos antídotos para el veneno que estaban respirando. El primero lo recogió sin problemas, pero cuando agarró el segundo, la puerta de la caldera se cerró. Entonces, la caldera se encendió. Intentó salir por otra pequeña puerta en la parte trasera de la caldera, pero al no caber en ella terminó quemándose. Obi tenía un número escrito en el cuello, cómo los demás. El suyo era 11 verde. Los números eran las combinaciones para abrir la caja fuerte que contenía un antídoto. 
Saw III
Obi tiene una breve aparición en Saw III, donde puede verse en el flashback de John Kramer después de que le hacen una operación cerebral.
Saw V
Aparece también en Saw V siendo arrastrado por Mark Hoffman al cuarto donde se despertó en la prueba de la casa en Saw II, en una secuencia de flashback.
Saw: The Videogame
Aparece en el videojuego de Saw, que está ambientado entre la primera y segunda película. En el videojuego, es atrapado por Jigsaw e irónicamente es puesto en una caldera que lo quemaría hasta la muerte si es que el Detective Tapp no lo salva. Es revelado en el juego que Obi quería ser probado por Jigsaw y que no puede vivir sin eso (se obsesiona con ser atrapado por él). Cree en el método de rehabilitación de Jigsaw y lo considera un regalo. Después de que Tapp lo libera de la caldera, Obi se aleja de él y se va corriendo por el asilo.

## Actor
Tim Burd es el encargado de interpretar a Obi en la segunda y quinta secuelas de la película.

## Doblaje
Ricky Coello dobla a Obi en Saw II.
- Datos: Q6047949